# Verbkî, Pavlohrad
Verbkî (în ucraineană Вербки) este localitatea de reședință a comunei Verbkî din raionul Pavlohrad, regiunea Dnipropetrovsk, Ucraina.

## Demografie
Componența lingvistică a localității Verbkî
     Ucraineană (92,96%)
     Rusă (6,04%)
     Alte limbi (0,45%)
Conform recensământului din 2001, majoritatea populației localității Verbkî era vorbitoare de ucraineană (92,96%), existând în minoritate și vorbitori de rusă (6,04%).